# 2019冠狀病毒病阿爾巴尼亞疫情
2019冠狀病毒病阿爾巴尼亞疫情，介紹在2019新型冠狀病毒疫情中，在阿爾巴尼亞發生的情況。

## 時間軸
据阿尔巴尼亚日报消息，当地时间3月9日，阿尔巴尼亚卫生部宣布该国首次出现新冠肺炎确诊病例。首次确诊的两人为父子，近期曾前往意大利佛罗伦萨旅行。更多关于确诊病例的信息未被公布。
阿尔巴尼亚首都地拉那市决定在3月9日首先对学校、幼儿园和托儿所进行消毒，以保护易感染群体。